# Brasão do Papa Francisco
O Brasão do Papa Francisco é um escudo eclesiástico.

O Brasão de Armas do Papa Francisco

- Descrição: Escudo eclesiástico de blau, com um sol radiante e flamejante de jalde carregado do monograma IHS de goles, sobreposta a letra H de uma cruz do mesmo e três cravos de sable postos em pala, sob o monograma – armas da Companhia de Jesus - acompanhado em ponta de uma estrela de oito pontas senestrada de um ramo de flor de nardo, ambos de jalde. O escudo está assente em tarja branca. O conjunto pousado sobre duas chaves decussadas, a primeira de jalde e a segunda de argente, atadas por um cordão de goles, com seus pingentes.[1]
- Timbre: uma mitra papal de argente,  com três faixas de jalde.  Sob o escudo, um listel de jalde com o mote: "MISERANDO ATQVE ELIGENDO", em letras de blau. Quando são postos suportes, estes são dois anjos de carnação, sustentando cada um, na mão livre, uma cruz trevolada tripla, de jalde.[1]
- Interpretação: O escudo obedece às regras heráldicas para os eclesiásticos. Nele estão representadas armas da Companhia de Jesus,  a qual pertence o pontífice, sendo que a cor blau (azul) simboliza o firmamento e o manto de Maria Santíssima e, heraldicamente, significa: justiça, serenidade, fortaleza, boa fama e nobreza; o sol (radiante de 16 pontas retilíneas e flamejante de dezesseis pontas ondeantes, alternadamente) representa Nosso Senhor Jesus Cristo, o “Sol da Justiça”, reforçado pelo monograma de Cristo: IHS (adotado por Santo Inácio em 1541) sobreposto pela cruz, que sendo de goles (vermelho) simboliza: o fogo da caridade inflamada no coração do Soberano Pontífice pelo Divino Espírito Santo, que o inspira diretamente do governo supremo da Igreja, bem como valor e o socorro aos necessitados, que o Vigário de Cristo deve dispensar a todos os homens.[1]  Os cravos, enquanto instrumentos da Paixão, lembram a nossa redenção pelo sangue de Cristo e sua cor, sable (preto), representa: sabedoria, ciência, honestidade e firmeza. A estrela, de acordo com a antiga tradição heráldica, simboliza a Virgem Maria, mãe de Cristo e da Igreja;[1] enquanto a flor de nardo simboliza São José, patrono da Igreja Universal, que na tradição da iconografia hispânica, é representado com um ramo de nardo nas mãos. Sendo ambos de jalde, têm o significado heráldico deste metal, já descrito acima. Colocando no seu escudo tais imagens, o Papa pretendeu exprimir a própria particular devoção a Nossa Senhora e ao seu castíssimo esposo. Somadas as três representações, têm-se a homenagem do pontífice à Sagrada Família: Jesus, Maria e José, modelo da família humana que devem ser defendidas pela Igreja. Os elementos externos do brasão expressam a jurisdição suprema do papa. As duas chaves decussadas, uma de jalde (ouro) e a outra de argente (prata) são símbolos do poder espiritual e do poder temporal. E são uma referência do poder máximo do Sucessor de Pedro , relatado no Evangelho de São Mateus, que narra que Nosso Senhor Jesus Cristo disse a Pedro: "Dar-te-ei as chaves do reino dos céus, e tudo o que ligares na terra será ligado no céu, e tudo o que desligares na terra, será desligado no céu" (Mt 16, 19). Por conseguinte, as chaves são o símbolo típico do poder dado por Cristo a São Pedro e aos seus sucessores. A mitra pontifícia usada como timbre, recorda em sua forma e esmalte, a simbologia da tiara, sendo que as três faixas de jalde (ouro) significam os três poderes papais: Ordem, Jurisdição e Magistério, ligados verticalmente entre si no centro para indicar a sua unidade na mesma pessoa. No listel, o lema " MISERANDO ATQVE ELIGENDO " (Com misericórdia o elegeu), foi retirado de uma homilia de São Beda, o Venerável, (Hom. 21; CCL 122, 149-151) que, comenta o evangelho de São Mateus (Mt 9,9), escrevendo "Vidit ergo lesus publicanum et quia miserando atque eligendo vidit, ait illi Sequere me' ("Viu Jesus a um publicano e, olhando-o com misericórdia, o elegeu e lhe disse: siga-me"). Este lema, presente na Liturgia das Horas da festa de São Mateus, é um tributo à misericórdia divina, tendo um significado especial e particular na vida e no itinerário espiritual do pontífice[2]

.

O Brasão do Cardeal Jorge Mario Bergoglio, actual Papa Francisco

Há que realçar que o Brasão papal de Francisco tem na sua base o Brasão cardinalício de Jorge Mario Bergoglio (seu nome de batismo), bem como às "origens eclesiásticas do Papa (Companhia de Jesus), tendo traços de simplicidade.

Bandeira da Guarda Suiça com o brasão do Papa Francisco com a mitra e do Papa Júlio II com a tiara papal.